# 2004年夏季残疾人奥林匹克运动会印度尼西亚代表团
2004年夏季残疾人奥林匹克运动会印度尼西亚代表团是印度尼西亚派出的2004年夏季残疾人奥林匹克运动会代表团。未获得奖牌。